# Osso sesamoide

Osso sesamoide nel primo metatarso del piede

Un osso sesamoide è un osso presente con una certa frequenza nei tendini di alcuni dei muscoli degli arti superiori e degli arti inferiori. La maggior parte di queste ossa ha dimensioni di pochi millimetri e presenta grande somiglianza con i semi di sesamo, motivo per cui Galeno diede loro il nome di ossa sesamoidi. Tuttavia le più grandi tra queste possono essere considerate vere e proprie ossa, come nel caso dell'osso pisiforme o della patella. La funzione delle ossa sesamoidi è quella di rafforzare i punti deboli nella struttura del tendine e la presenza di un osso sesamoide comporta un aumento notevole della resistenza del tendine stesso alla trazione.
Le ossa sesamoidi originano per ossificazione intramembranosa  all'interno dei tendini, tuttavia alcuni di questi abbozzi possono non ossificare mai nella vita di un individuo. Ne consegue che le ossa sesamoidi possono essere distinte tra ossa sesamoidi costanti, i cui abbozzi cartilaginei ossificano in tutti gli individui, e ossa sesamoidi incostanti, i cui abbozzi cartilaginei ossificano solo in una parte degli individui. Numerosi possono essere gli ossi sesamoidi incostanti, in particolare a livello di mano e piede. La loro eventuale presenza è da conoscere e da ricercare, nel caso di patologia e di diagnosi differenziale.

## Ossa sesamoidi dell'arto superiore

### Osso pisiforme
L'osso pisiforme è un osso sesamoide compreso nel tendine del muscolo flessore ulnare del carpo che fa parte delle ossa del carpo. Dà attacco al legamento trasverso del carpo e si articola mediante artrodia col piramidale.

### Ossa sesamoidi costanti della mano
Nella mano sono presenti due ossa sesamoidi costanti, situate sulla superficie palmare della prima articolazione metacarpo-falangea, e sono denominate osso sesamoide mediale o osso sesamoide ulnare e osso sesamoide laterale o osso sesamoide radiale. Le due ossa sesamoidi sono solitamente delle stesse dimensioni e si presentano legate tra loro dal legamento intersesamoideo, teso tra le loro superfici palmari. Talvolta le due ossa possono essere comprese nella prima articolazione metacarpo-falangea, e in questo caso le loro superfici dorsali si presentano rivestite di cartilagine e ricevono l'attacco dei legamenti metacarpo falangei collaterali. Le due ossa sesamoidi sono entrambe comprese nei tendini del muscolo flessore breve del pollice, in modo che l'osso sesamoide laterale sia compreso nel tendine del capo superficiale mentre quello mediale è compreso nel tendine del capo profondo. L'osso sesamoide mediale riceve anche l'inserzione dei due capi del muscolo adduttore del pollice.

### Ossa sesamoidi incostanti della mano
Accanto alle ossa sesamoidi costanti della mano, si descrivono anche altre ossa sesamoidi incostanti situate sulla superficie palmare della mano nei tendini dei muscoli flessori delle dita.

## Ossa sesamoidi dell'arto inferiore

### Patella
La patella (o rotula) è l'osso sesamoide più grande del corpo umano. Compreso nel tendine del muscolo quadricipite femorale, chiude anteriormente la capsula articolare dell'articolazione del ginocchio.

### Ossa sesamoidi costanti del piede
Nel piede vi sono due ossa sesamoidi costanti, che si trovano sulla superficie plantare della prima articolazione metatarso-falangea, sono denominate osso sesamoide tibiale (o mediale) e sesamoide fibulare (o laterale). Il sesamoide tibiale è di norma più grande del fibulare, con una lunghezza di 14-15 mm e una larghezza di 8-10 mm, il secondo infatti misura circa 10 mm di lunghezza e 8 mm di larghezza. Il piatto plantare, un'estensione del tendine del flessore breve dell'alluce, li collega alla superficie plantare, mentre la cresta intersesamoidale li separa. Sono poi ulteriormente stabilizzati dal legamento intersesamoideo, che li connette, e da legamenti collaterali. Talvolta questi due sesamoidi possono presentarsi bipartiti, tripartiti o quadripartiti in vari segmenti ossei, questo fenomeno è più comune nel tibiale che non nel fibulare. Sui due si inseriscono i capi del muscolo flessore breve dell'alluce, sul mediale anche fibre dell'abduttore dell'alluce, mentre sul laterale altre dell'adduttore dell'alluce. La vascolarizzazione dipende nella metà dei casi dall'arteria plantare mediale e dall'arco plantare insieme, in caso contrario vi contribuisce solo l'arco plantare o solo l'arteria plantare mediale. Sono innervati dai nervi digitali plantari.

### Ossa sesamoidi incostanti del piede
Oltre alle due ossa sesamoidi costanti (tibiale e fibulare) dell'alluce, ne esistono numerose altre incostanti, localizzate in particolare nelle aree più soggette al carico con la funzione di diminuire l'attrito e modificare la pressione locale e dunque quasi sempre sulla superficie plantare del piede. Segue un elenco delle principali ossa sesamoidi incostanti riscontrate.
- Il sesamoide interfalangeo è un piccolo osso tondeggiante, grande circa la metà rispetto al sesamoide tibiale, collocato nell'articolazione tra la falange prossimale e quella distale dell'alluce.
- I sesamoidi del secondo dito, molto piccoli e di forma ovale o allungata, sono collocati nelle articolazioni tra primo metatarso e falange prossimale o tra falange prossimale e intermedia del secondo dito.
- I sesamoidi del terzo dito, delle dimensioni di quelli del secondo dito, sono collocati nelle articolazioni tra falange prossimale e intermedia o tra questa e la distale.
- Il sesamoide del quarto dito è generalmente di forma ovale e collocato tra quarto metatarso e la sua falange prossimale.
- I sesamoidi del quinto dito sono collocati spesso tra il quinto metatarso e la sua falange prossimale.
- Il sesamoide del tibiale posteriore, a forma di scheggia, è collocato nel tendine di questo muscolo, sopra l'osso navicolare ed è presente in circa il 10% degli individui.
- L'os peroneum, ovale e allungato, lungo anche più di 10-15 mm, è collocato sulla faccia laterale dell'osso cuboide, nel tendine del muscolo peroneo breve.

Altre ossa sesamoidi sono:
- fabella
- cyamella